# Avenida América (Tucumán)
La Avenida América es una avenida de San Miguel de Tucumán, Tucumán, Argentina. Su recorrido inicia entre las avenidas Mate de Luna y Adolfo de la Vega hasta avenida Francisco de Aguirre, continuando como avenida Néstor Kirchner por Lomas de Tafí.

## Historia
La avenida comenzó a desarrollarse a medida que se crearon diversos barrios hacia el oeste de la capital, como los barrios Oeste, Kennedy y Modelo. En 2012 se pavimentó el tramo entre Santa Fe y Corrientes, extendiéndose la arteria vehicular hacia la avenida Néstor Kirchner de Lomas de Tafí en 2014. Estos trabajos incluyeron la construcción de dos trochas pavimentadas y platabanda, descongestionando las avenidas Viamonte y Ejército del Norte.
En 2015 se construyó una ciclovía en la platabanda entre Avenida Belgrano y calle Isabel La Católica, siendo inaugurada el 22 de diciembre de ese año por el intendente Germán Alfaro con fondos del Banco Mundial. Además de la ciclovía, se instalaron luminarias led, bancos, veredas, merenderos, bicicleteros y señalización.

## Sitios de interés
A lo largo de esta calle se desarrollan varios lugares de interés y emblemáticos:
- Plaza Bolivia
- Instituto Arnold Gesell
- Centro de Educación Física N° 18
- Capilla de la Santa Cruz